# Final da Copa do Mundo de Ginástica Artística de 1982
A sexta Final da Copa do Mundo de Ginástica Artística foi realizada na cidade de Zagreb, na Alemanha, em 1982 e contou com as provas do individual geral masculino e feminino.

## Medalhistas
| Evento           | Ouro                                     | Prata        | Bronze             |
| ---------------- | ---------------------------------------- | ------------ | ------------------ |
| Masculino        |                                          |              |                    |
| Individual geral | CHN Li Ning                              | CHN Tong Fei | URS Yuri Korolev   |
| Feminino         |                                          |              |                    |
| Individual geral | URS Olga Bicherova URS Natalia Yurchenko | nenhum       | ROU Lavinia Agache |

## Quadro de medalhas
| Ordem | País            | Medalha de ouro | Medalha de prata | Medalha de bronze | Total |
| ----- | --------------- | --------------- | ---------------- | ----------------- | ----- |
| 1     | União Soviética | 2               |                  | 1                 | 3     |
| 2     | China           | 1               | 1                |                   | 2     |
| 3     | Roménia         |                 |                  | 1                 | 1     |
| TOTAL | TOTAL           | 3               | 2                | 1                 | 6     |